# Artéria toracodorsal
A artéria toracodorsal é ramo da artéria subescapular. Ela corre inferiormente com o nervo toracodorsal e vasculariza o músculo grande dorsal.